# Eloxochitlán, Puebla
Eloxochitlán är en ort i Mexiko.   Den ligger i kommunen Zacatlán och delstaten Puebla, i den sydöstra delen av landet, 130 km öster om huvudstaden Mexico City. Eloxochitlán ligger 2 185 meter över havet och antalet invånare är 227.
Terrängen runt Eloxochitlán är lite bergig, och sluttar österut. Runt Eloxochitlán är det ganska tätbefolkat, med 54 invånare per kvadratkilometer. Närmaste större samhälle är Zacatlán, 2,0 km öster om Eloxochitlán. Omgivningarna runt Eloxochitlán är en mosaik av jordbruksmark och naturlig växtlighet.